# Seagaia Ocean Dome

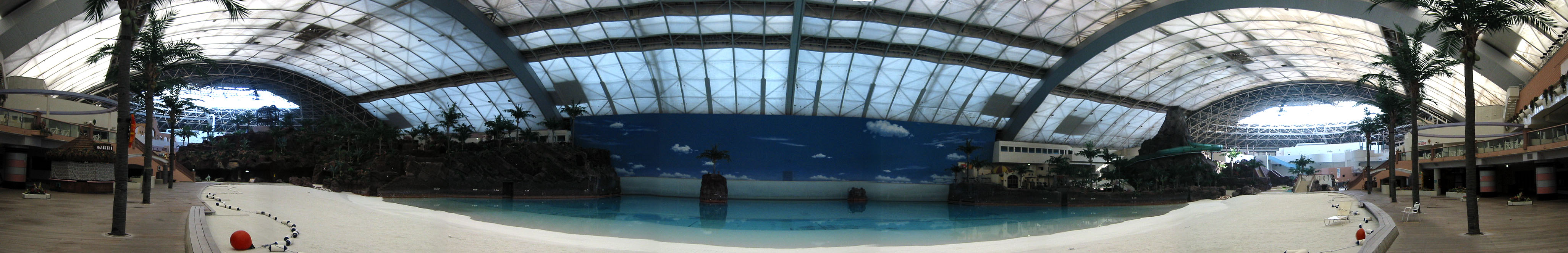
Vue panoramique

Le Seagaia Ocean Dome (en japonais: シーガイアオーシャンドーム, Shīgaia Ōshan Dōmu) situé à Miyazaki au Japon, était le plus grand parc aquatique intérieur au monde.
Une partie de l'hôtel Sheraton Seagaia Resort, mesure 300 m de long et 100 m de large, et est répertorié dans le Livre Guinness des records.
Il a été fermé et démoli en 2017.

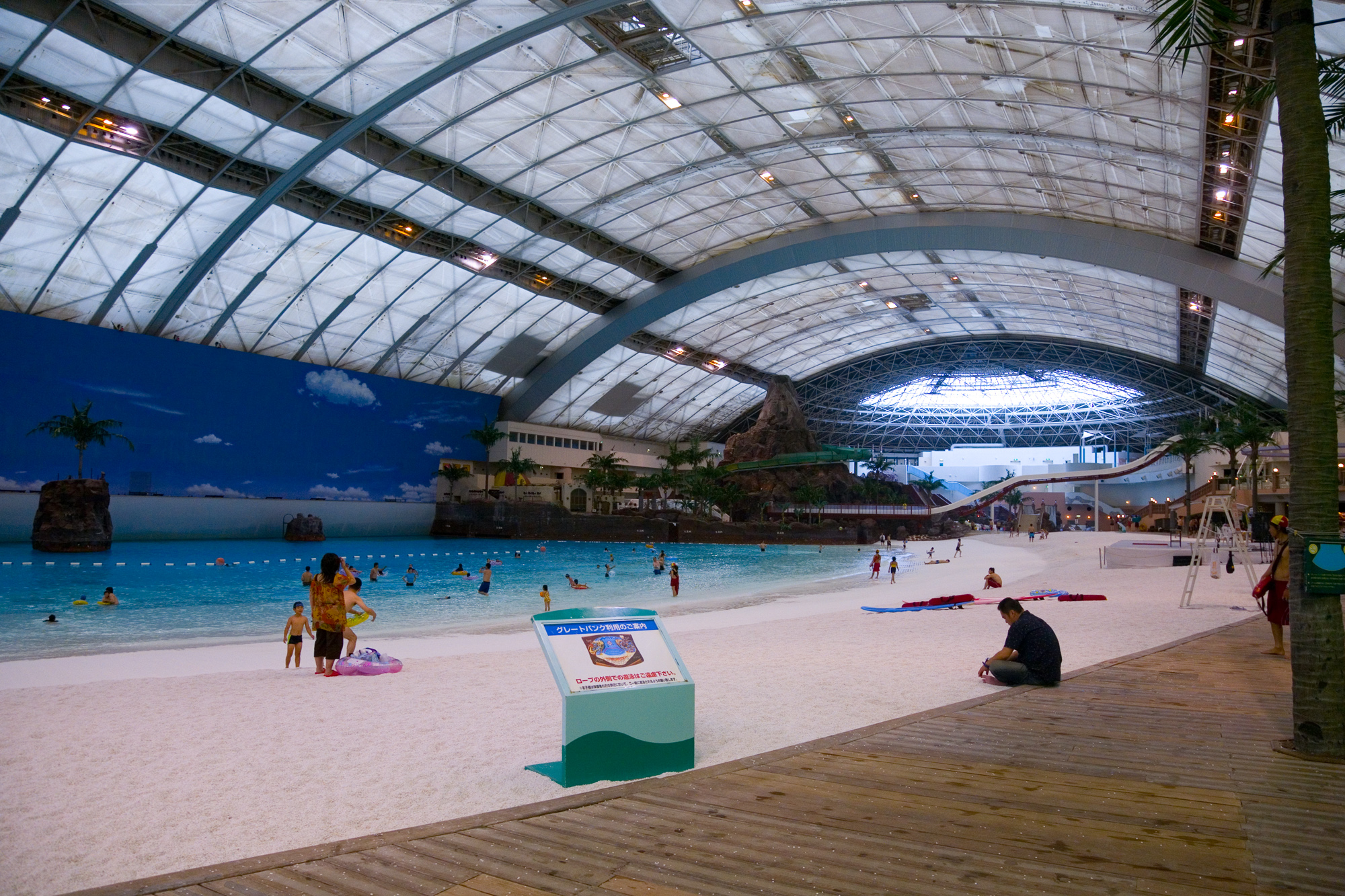
Vue intérieure
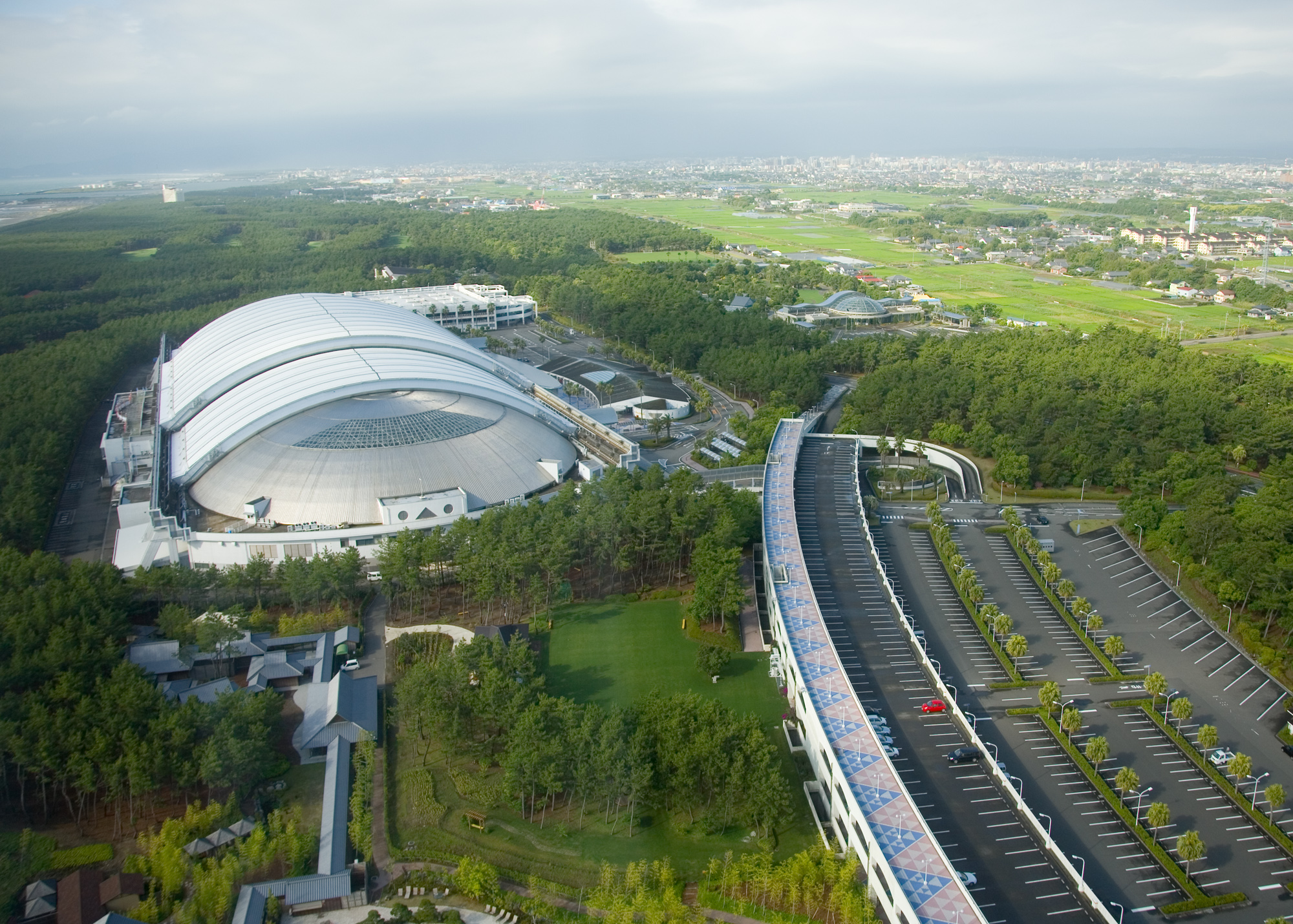
Vue extérieure